# Twierdzenie Gantmachier
Twierdzenie Gantmachier – twierdzenie analizy funkcjonalnej, które mówi w swojej podstawowej formie, że operator ograniczony T działający pomiędzy przestrzeniami Banacha jest słabo zwarty wtedy i tylko wtedy, gdy operator do niego sprzężony T* jest słabo zwarty. Twierdzenie udowodnione zostało przez Wierę Gantmachier w 1940 roku.
Twierdzenie Gantmacher jest odpowiednikiem twierdzenia Schaudera o operatorze sprzężonym dla operatorów zwartych.

## Twierdzenie
Niech X i Y będą przestrzeniami Banacha oraz niech T: X → Y będzie ograniczonym operatorem liniowym. Wówczas
1. T jest słabo zwarty wtedy i tylko wtedy, gdy obraz drugiego operatora sprzężonego T**: X** → Y** jest zawarty w κY(Y), tj. kanonicznej kopii przestrzeni Y w Y**.
2. T jest słabo zwarty wtedy i tylko wtedy, gdy operator sprzężony T*: Y* → X* jest ciągły jako operator z przestrzeni Y* z topologią *-słabą do X* ze słabą topologią.
3. T jest słabo zwarty wtedy i tylko wtedy, gdy operator sprzężony T* jest słabo zwarty.